# Aigrette pie
Egretta picata
Espèce
Répartition géographique
- résident permanent
- non nicheur

Statut de conservation UICN

 LC  : Préoccupation mineure
Synonymes
- Ardea picata

L'Aigrette pie (Egretta picata), aussi connue sous le nom normalisé de Héron pie, est une espèce de hérons vivant dans les régions côtières et avoisinantes de l'Australie du nord à climat de mousson, ainsi que dans quelques régions de la Wallacea et de la Nouvelle-Guinée.

## Description
C'est un petit héron avec le corps, les ailes et la tête couleur ardoise, le cou blanc.

## Distribution et habitat
Il habite les prairies humides du nord de l'Australie.

## Alimentation
Il se nourrit d'insectes et autres petits animaux aquatiques.

## Reproduction
Il niche dans les arbres, souvent avec d'autres espèces de hérons.

## Galerie

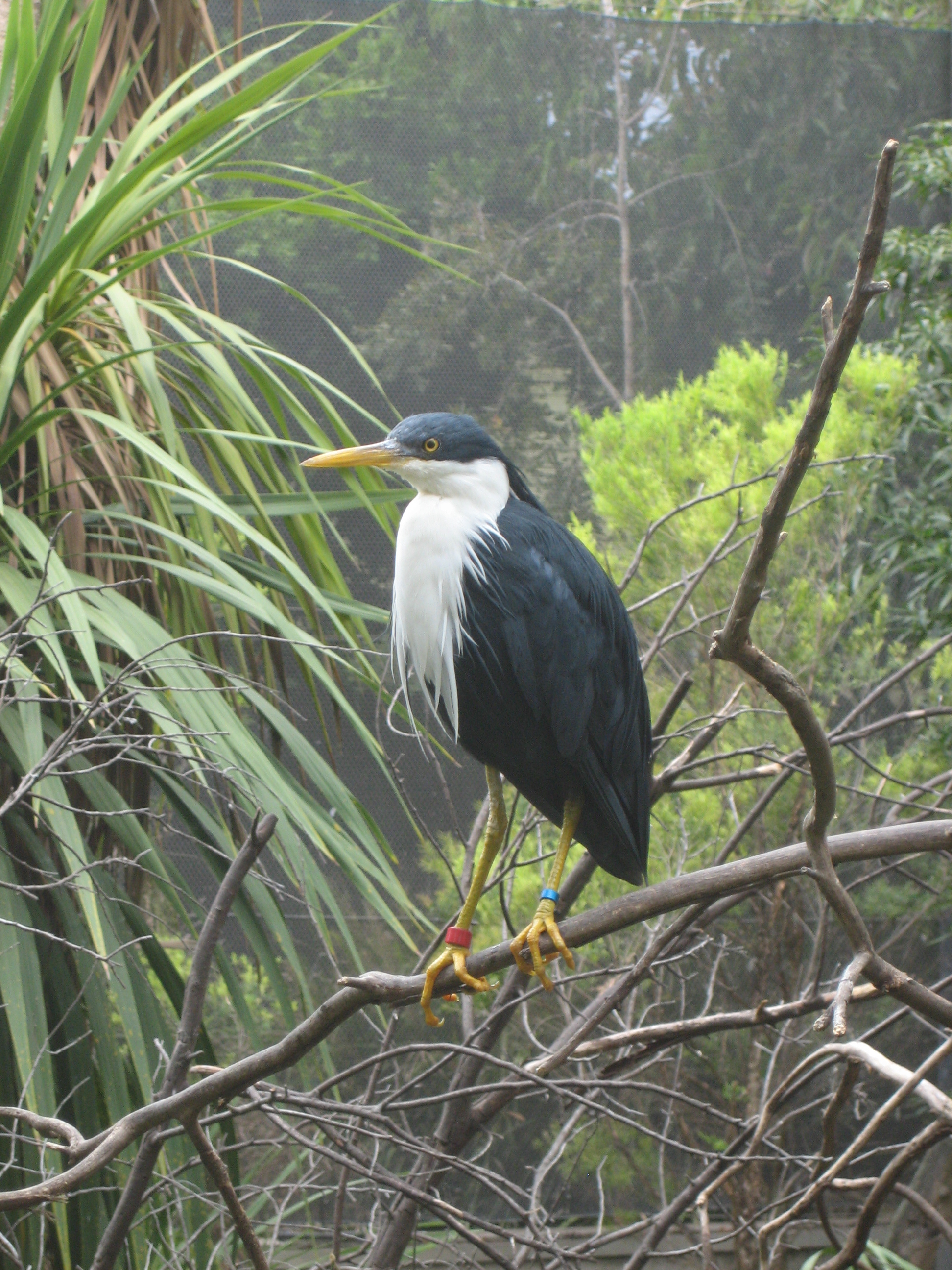
Héron pie - Zoo d'Adélaïde en décembre 2007
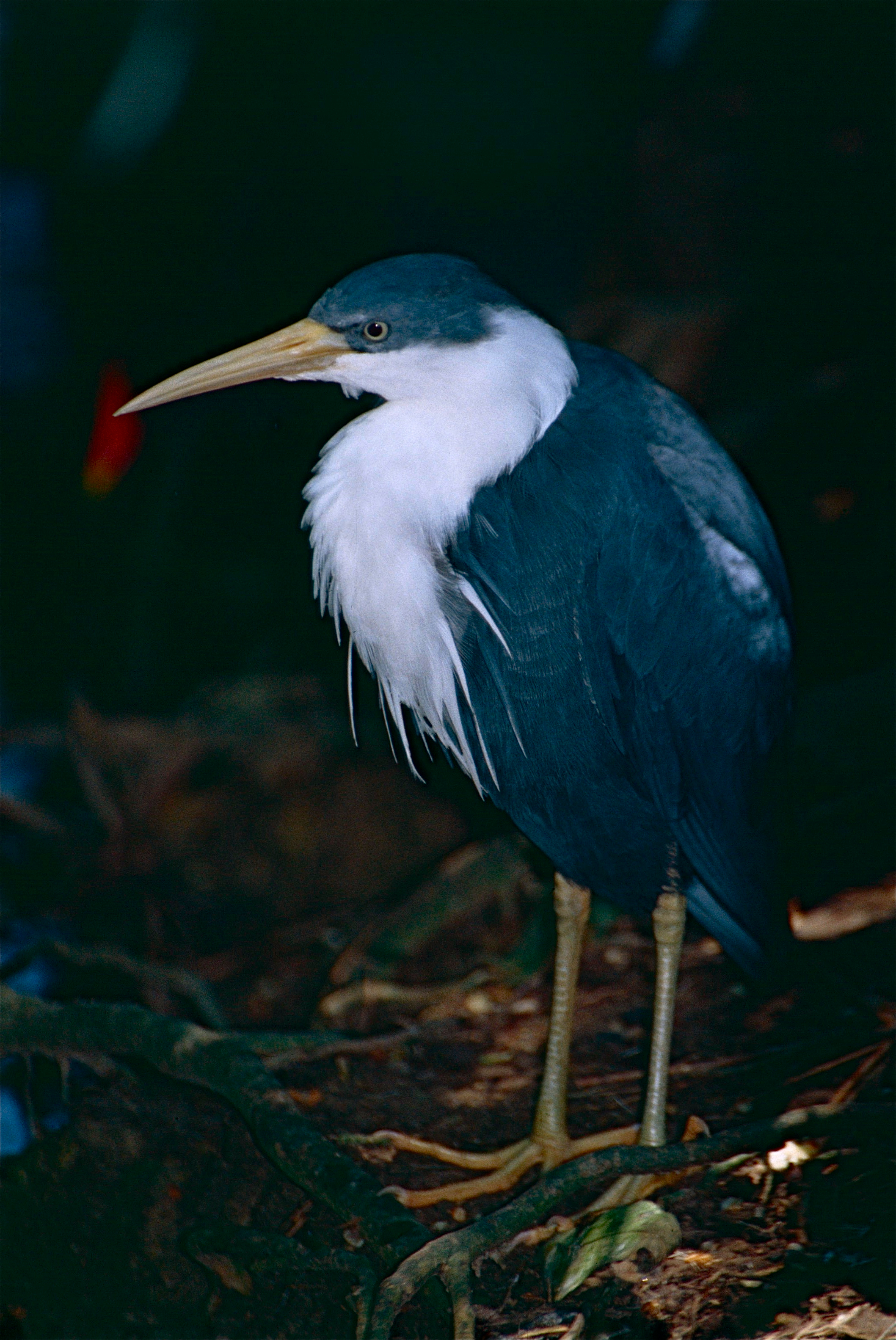
Héron pie (Port Douglas, Australie)